# Fernando Merino Villarino
 (avril 2025).
Si vous disposez d'ouvrages ou d'articles de référence ou si vous connaissez des sites web de qualité traitant du thème abordé ici, merci de compléter l'article en donnant les références utiles à sa vérifiabilité et en les liant à la section « Notes et références ».
Fernando Merino Villarino, né à León en 1869 et mort le 1er juillet 1929, est un avocat et homme politique espagnol.

## Carrière
Gendre de Sagasta (il tint d'ailleurs pour cette raison le titre de « comte de Sagasta »), il était membre du Parti libéral de ce dernier. Il fut élu représentant au Congrès des députés pour la circonscription de Léon à toutes les élections entre 1891 et 1923.
Il fut ministre de l'Intérieur entre le 9 février 1910 et le 2 janvier 1911 dans un gouvernement présidé par José Canalejas.
Il fut également gouverneur civil de Madrid et gouverneur de la Banque d'Espagne entre 1906 et 1907, puis entre 1909 et 1910.